# سودازدگی ۵۷۰۸
سیارک ۵۷۰۸ (به انگلیسی: 5708 Melancholia، نامگذاری:1977TC1) پنج هزار و هفتصد و هشتمین سیارک کشف شده‌است که در ۱۲ اکتبر ۱۹۷۷ کشف شد.
قدر مطلق سیارک برابر ۱۴٫۳۰ است.